# Grzybnia

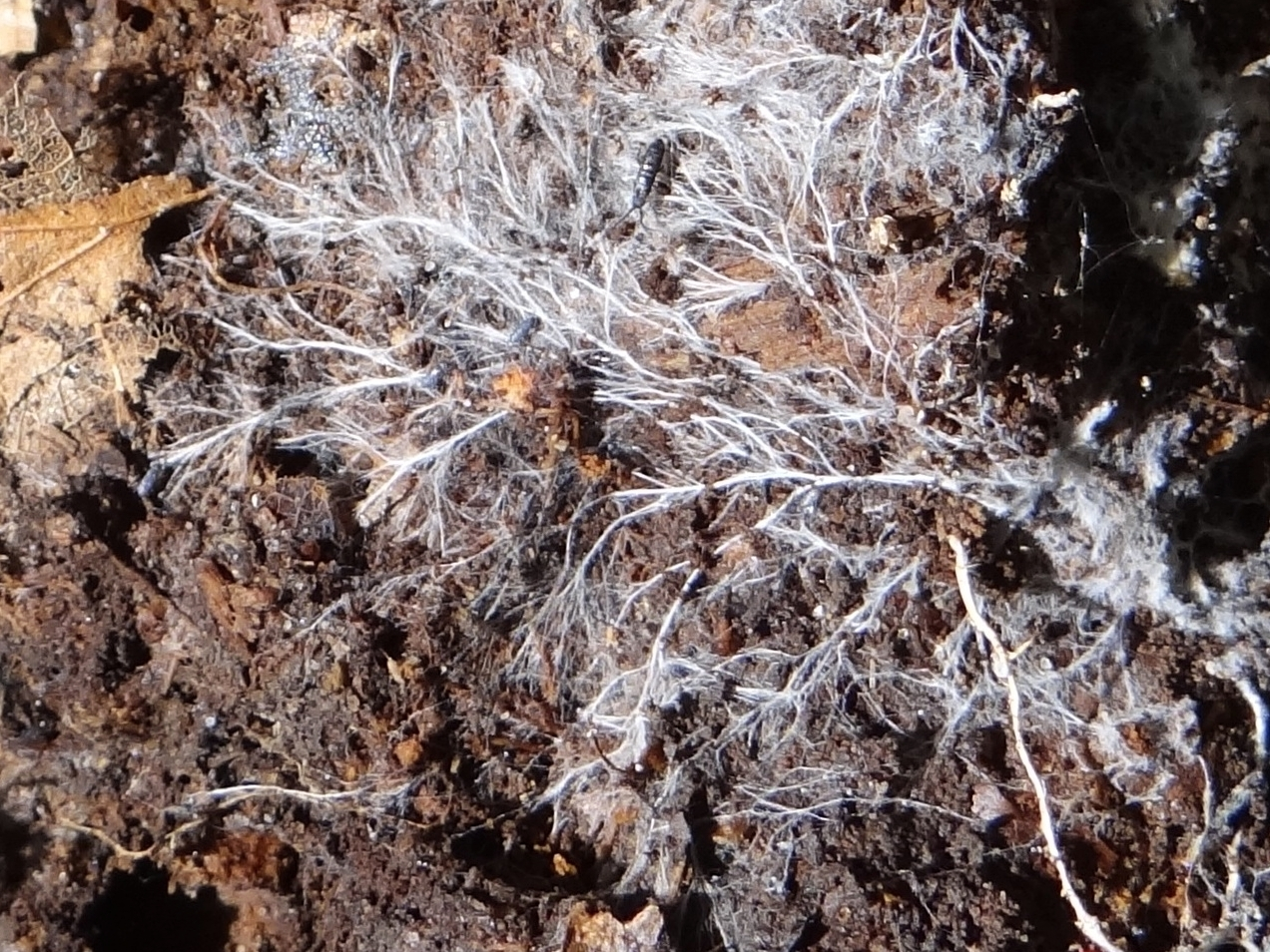
Strzępki grzybni rozrodczej

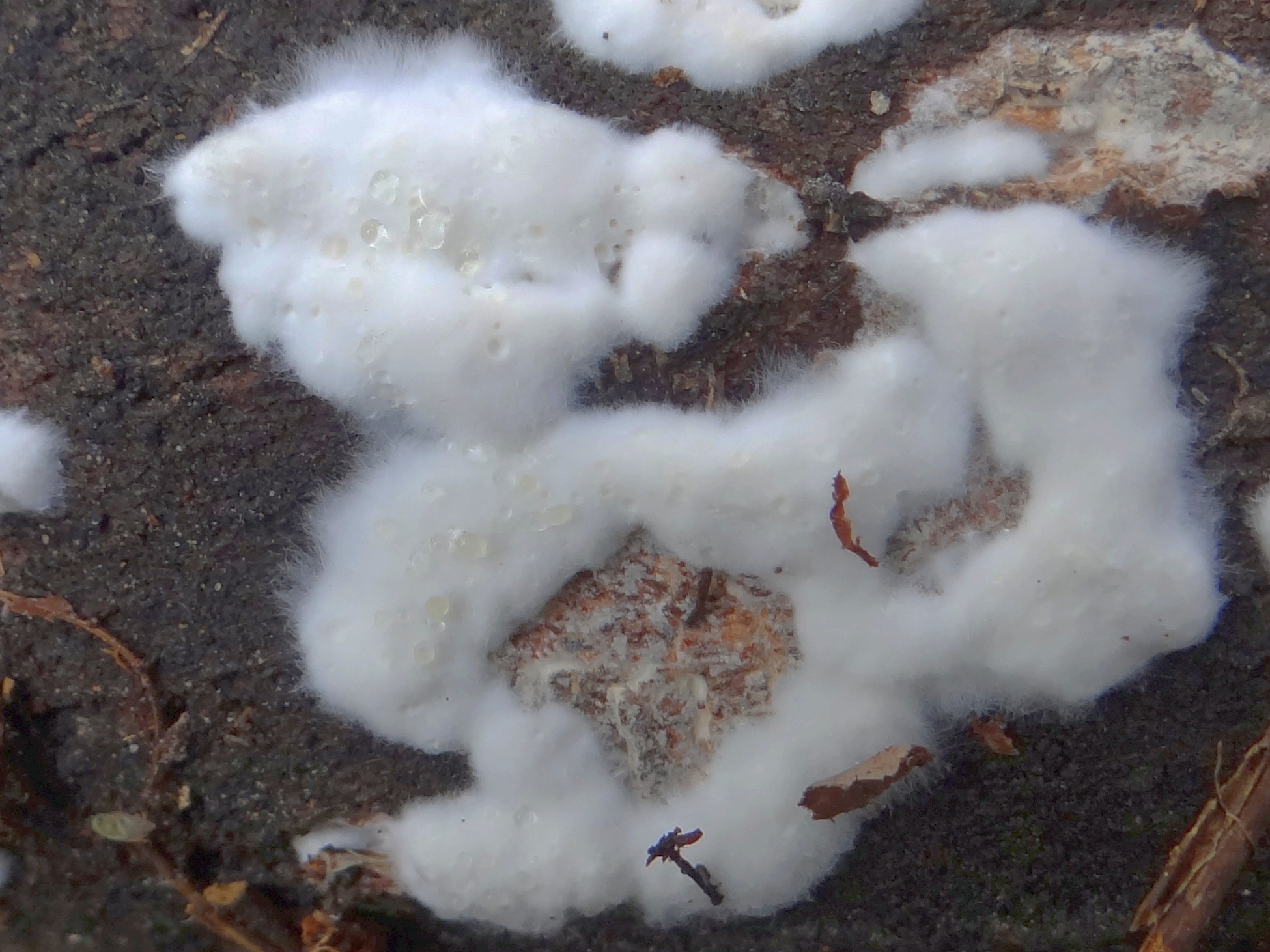
Watowata grzybnia na pniu

Grzybnia (łac. mycelium) – plecha stanowiąca ciało grzybów, zbudowana z wyrośniętej i rozgałęzionej strzępki lub wielu strzępek skupionych w jednym miejscu. U grzybów można wyróżnić następujące stopnie organizacji budowy: pojedyncza komórka ⇒ strzępka ⇒ grzybnia ⇒ owocnik lub przetrwalnik.

## Budowa grzybni
Zasadniczą częścią grzybni są strzępki. Ich średnica zwykle nie przekracza 0,01 mm, długość jest wielokrotnie większa i zwykle są bezbarwne (szkliste). Gołym okiem są niedostrzegalne, do ich obserwacji potrzeba użyć mikroskopu. Czasami jednak grzybnię można obserwować gołym okiem – gdy tworzy skupiska, jakimi są np. owocniki grzybów, podkładki, ryzomorfy.
Grzybnię cechuje prymitywna budowa, brak jej zróżnicowanych i wyspecjalizowanych organów, a zróżnicowanie budowy jej komórek jest niewielkie. Czasami tworzy jednak struktury podobne do tkanek u roślin wyższych. Gęsto upakowane strzępki grzybni tworzą nibytkankę zwaną pseudoparenchymą, której strzępki często połączone są śluzowaciejącymi ścianami komórkowymi lub innymi wydzielinami komórkowymi.

## Rodzaje grzybni
- Ze względu na funkcję:
  - grzybnia substratowa, zwana też grzybnią wegetatywną, wewnętrzną, wgłębną, podłożową lub pożywkową – grzybnia wnikająca w podłoże i pobierająca z niego wodę i składniki odżywcze;
  - grzybnia powietrzna, zwana też grzybnią rozrodczą, zewnętrzną, powierzchniową – rozwija się na powierzchni podłoża, często w postaci puchu. Służy do oddychania i rozmnażania[2][6].
- Ze względu na budowę:
  - grzybnia normalna – jednojądrowa, haploidalna z przegrodami;
  - grzybnia subnormalna – różni się od poprzedniej opóźnionym tworzeniem się przegród
  - grzybnia heterocytowa – ma wiele jąder w komórce, niewiele przegród lub nie ma ich wcale i stan ten trwa do rozmnażania płciowego;
  - grzybnia astatocenocytowa – przegrody nie muszą tworzyć się nawet po rozmnażaniu płciowym;
  - grzybnia holocenocytowa – bez przegród przed i po rozmnażaniu płciowym;
  - grzybnia diploidalna – występująca np. u opieńki ciemnej Armillaria mellea[7].
- Ze względu na rozwój:
  - grzybnia holokarpiczna – w całości przekształcająca się w owocnik
  - grzybnia eukarpiczna – gdy owocnik jest tylko jej częścią[4].